# Makkai Sándor
Makkai Sándor (Nagyenyed, 1890. május 13. – Budapest, 1951. július 19.) erdélyi magyar író, pedagógus, református lelkész, az Erdélyi református egyházkerület püspöke 1926-tól 1936-ig.

## Élete

### Gyermekkor és tanulóévek (1890–1912)
A székely eredetű Makkai család Galambodról került Nagyenyedre. Makkai Domokos és Nagy Róza fia. Apja, kiváló irodalomtanár és igazgató volt a Nagyenyedi Bethlen Gábor Kollégiumban. Édesanyja Nagy Róza, Nagy Antal marosvásárhelyi kántortanító lánya, akivel kilenc gyermekük született, de csak öt érte meg a felnőtt életkort. A népes családban Sándor volt a legifjabb gyermek. Alig 6 éves amikor édesapját elveszíti, édesanyja egyedül nevelte tovább. Meghatározó volt számára e kapcsolat és a tőle kapott hatások. 
A nagyenyedi, kolozsvári és sepsiszentgyörgyi református kollégiumba járt középiskolába. Kolozsváron osztálytársa volt Reményik Sándor, akihez barátság is fűzte. Kolozsvárról ismét visszatért szülővárosába. Végül a sepsiszentgyörgyi Mikó Kollégiumban fejezte be középiskolai tanulmányait 1908-ban A kolozsvári Református Teológián és ezzel párhuzamosan a Ferenc József Tudományegyetem bölcsészeti karán tanult. A Kolozsvári Református Teológiai fakultás igazi személyiségformáló intézménnyé lett számára. Az 1895-ben Kolozsvárra költözött Teológia az új teológusnemzedék kialakító műhelye lett. Szoros szellemi kapcsolat alakult ki az egyetem más fakultásaival s nem utolsósorban a külföldi teológiai tudományossággal is. Makkai jeles tanuló volt, kétszer is szónokolt a teológus-élet jeles napjain. Először harmadévesen a reformáció ünnepén, majd a negyedik évben március 15-én. 1912-ben megjelent egyetlen verseskötete, a „Számadás”.
Teológiai tanulmányaival párhuzamosan négy félévet járt a kolozsvári Ferenc József Tudományegyetem bölcsészkarára, ahol pedagógiát, filozófiát és esztétikát tanult. Itt 1912-ben filozófiai doktorátust szerzett. Doktori értekezésének címe: „Bevezetés a személyiség paedagogikájába”. A mű három részből áll, amelynek első, bevezető részében a pedagógia meghatározását és célját adja meg; a másodikban az abszolút pedagógiai célnak, a személyiségnek az alkatát és lényegét jellemzi, a harmadikban pedig a nevelő és a nevelt közti viszonyt elemzi
A nagyenyedi környezet racionalizmusa és liberalizmusa után itt többféle hatás érte: Nagy Károly igazgató-professzor (1868–1926) teológiai liberalizmusától és valláserkölcsi humanizmusától kezdve Kecskeméthy István professzor (1864–1938) belmissziói irányultságán át, Ravasz László (1882–1975) és Bartók György (1882–1970) termékenyítő hatásáig, s magának az önálló értékelméletet alkotó, neokantiánus Böhm Károlynak (1846–1911) a filozófiai előadásáig.

### A szolgálatok első évei (1912 – 1918)
Makkai Sándor lelkipásztori pályafutásának első szakasza 1912-től 1918-ig tartott. Az első lelkészképesítő vizsga (1912 jún.) után két hónapig Nagyenyeden volt segédlelkész, majd visszatért Kolozsvárra, ahol 1915-ig volt vallástanár. Hitoktatóként az elemi iskolában tanított vallást. Az utolsó évben az esperes mellett segédlelkészként is szolgált. 1913 májusában a Böhm Károly Társaság titkárává választották. Ugyanazon év nyarán kötöttek házasságot Borsay Margittal, Borsay Samu kiváló egyházzenész lányával, akitől két gyermeke született: László és Sándor. Ettől kezdve bensőséges baráti kör alakult ki Makkaiék otthona körül. Náluk gyűltek össze a fiatal lelkészek, hitoktatók, tanársegédek és fiatal professzorok, mind fiatal kolozsvári teológusok inspiráló baráti közössége: Varga Zsigmond (1886–1956), Révész Imre (1889–1967), Gönczy Lajos (1889–1986), Tavaszy Sándor (1888-1951), Mátyás Ernő (1888–1950), Imre Lajos (1888–1974), akik később mind meghatározó szerepet játszottak a magyar református teológia megújításában 1913 őszén súlyos beteg lett Makkai és 1914 márciusáig szanatóriumi kezelés alatt állt. Visszatértekor Ravasz László kereste meg, hogy legyen munkatársa Református Szemle működtetésében. Ezzel vette kezdetét az egyházi sajtóban való állandó jelenléte, mint cikkíró, belső munkatárs (mint a valláslélektani és filozófiai szakirodalom ismertetője, bírálója) majd, mint szerkesztő.
Az első világháború kitörése után megjelent „A háború kátéja” című hitvallása, amelyben bibliai alapokra építve magyarázza a háború okait, de ugyanakkor evangéliumi vigasztalást is kíván nyújtani. Fejtegetése egyszerű: a háborút mindig az ember bűne okozza. Isten ítélete pedig önismeretre és kötelességtudatra ébreszt. A háborúban a jövendőre kell gondolni és naponként kell gyakorolni a vigasztalást és az imádkozást, mert így még a háború is Isten gyermekévé tesz. A „Szentírás a világháborúban” című cikkében a megpróbált és vigasztalást kereső ember mindennapi bibliaolvasás révén elnyert áldásaira mutat rá. 1915-ben Ravasz Lászlóval és Imre Lajossal megalapítják az „Út” című gyakorlati teológiai folyóiratot, melynek célja a lelkipásztori munka irányítása. 
Makkai feladata a hitoktatás és vallásos nevelés rovata lett. Így indult el a „Hogyan tanítsunk vallást?” című cikksorozat, amelyben tapasztalatait, törekvéseit és tanácsait foglalta össze. Tiltakozik a vallástanítás puszta ismeretközléssé tétele ellen, és kifejti a saját nézeteit. Módszerként ajánlja, hogy az Ige magvait, mint megragadó képeket kell a gyermekbe plántálni. Ezeken kívül összefoglalja a vallástanítás pedagógiai törvényeit, tanterveket, óravázlatokat közöl. A vallástanítás teológiai alapokra helyezésében mérföldkő ez a sorozat, amelynek szellemében készítette el a „Biblia" című tankönyvet (1915) és a „Kegyelemből, hit által" (1929) című munkáját. Makkai teológiai szemléletmódjának az alakulásában jelentős állomásnak tekinthető „A hit szeme” című cikke, amelyet a Protestáns Szemle közölt 1915-ben. Alaptétele, hogy a hit nemcsak a szív és akarat világában él, hanem elsősorban szeme, látása van. Akarati tevékenysége, hatalma van, magasabb, egyetemesebb igazolását nyújtja a világképnek, mint a tudomány. Éppúgy fejlődésnek van alárendelve, mint az értelem és növelhető. Így a hit és az értelem, a vallás és a tudomány között nincs összeférhetetlenség és nem zárják ki egymást. Az élet nem más, mint a hit és az értelmi megismerés egysége.
Barabás Samu esperes ajánlására az ezerlelkes magyar református lakosságú mezőségi Vajdakamarás református gyülekezete 1915. nov. 1-től lelkészévé választotta. Két évet töltött a hegyektől elzártan, a legnehezebb háborús időkben, a szegénységet, sőt a nyomort is megtapasztalva. Keserves találkozás volt ez az idő a sötétséggel, babonasággal, háborús ínséggel, járványokkal. 1915–1917 között Vajdakamaráson lelkész. A vajdakamarási szolgálat szolgálata alatt a református lelkipásztor küldetése felett elmélkedik és a maga számára olyan alaptételeket fogalmaz meg, amelyekhez a későbbiekben még tudatosabban ragaszkodik. Ezeknek az éveknek az emlékei adták az 1936-ban megírt „Holttenger” című regényének környezetrajzát. A nehéz körülmények ellenére 1915 őszétől 1917 júniusáig hol vonaton, hol szekéren, hol gyalog, de rendszeresen járt be a kolozsvári Teológiára előadásokat tartani. Lelkipásztori munkája közben intenzíven készült teológiai magántanári vizsgájára, amit 1917 májusában tett le. A kolozsvári hittudományi fakultás magántanárrá habilitálta rendszeres és gyakorlati teológiából egyszerre.
Losoncon ismerte meg Makkai a sárospataki Teológia egyik professzorát, Nagy Bélát, aki jelezte neki, hogy Sárospatakon megüresedett a gyakorlati teológiai tanszék. Az egyházkerület vezetősége is egyértelműen az ifjú erdélyi jelöltet, Makkai Sándort támogatta, aki 1917. június 14-én el is vállalja a sárospataki főiskola gyakorlati teológiai tanszékének vezetését. A tanítás mellett Makkai ellátta a főiskolai lelkészi teendőket is: áhítatokat, ifjúsági istentiszteleteket tartott és bevezette a hallgatókat a vasárnapi iskolai és az ifjúsági missziói munkába. Nagy tudásával, hatalmas munkaerejével, állandó munkakészségével, lebilincselő előadási módjával, rövid egy év alatt mind a tanári kar, mind az ifjúság nagyrabecsülését és szeretetét kivívta.
Nagyszabású előadássorozatot szervezett a reformáció 400 éves évfordulójára. Ennek kapcsán írta meg „A vallás a protestantizmusban” című cikkét, melyben rámutat a protestantizmus nemzeti-politikai és racionális vonására, amely a szabadság vallásává teszi. A protestantizmus egyetemes jellegű, mert tovább lép a tudomány, az irodalom, a művészet, a társadalmi élet és politika területére. De sajnos éppen emiatt, már úgy tekintenek rá, mint egy liberális humanizmusra. A Reformációt azonban az élő hit szülte. A jelenkor viszont túlságosan kiélezte a maga racionalizmusát, mindent észszerűsítve. Így lett az Isten fiából néptanító, a megváltás pedig tanítássá, példává. Mindössze egy évig, 1917. szept. 1-től 1918. aug. 31-ig tartózkodott Sárospatakon, mert a kolozsvári teológiai fakultás meghívta a megüresedett vallásbölcsészet és rendszeres teológiai tanszékre, ahol 1918. szept. 1-től 1926. aug. 31-ig működött.

### Kolozsvári teológiai professzorként (1918–1926)
Makkai 1918-tól Kolozsvárott volt teológiai tanár. A kolozsvári Teológiára való visszajövetelét az 1918 januárjában elhunyt Kenessey Béla erdélyi püspök utódjául megválasztott Nagy Károly professzor vezette vallásbölcsészeti és rendszeres teológiai tanszék megüresedése tette lehetővé. 1918. szeptember 5-én, „A mi fakultásunk” címmel tartotta meg székfoglaló előadását. Az 1918-as impériumváltás tragikus fordulatot hozott: Erdély Románia része lett. A Trianon utáni állapotokat politikailag, társadalmilag, gazdaságilag egyaránt traumaként élte meg. Megdermedt a kulturális és az egyházi élet is. Makkai Sándor is nehezen dolgozta fel ezt az új helyzetet. Tanársága első éveiben intenzív elméleti munkát végzett. A tanulásba menekült Ravasszal, Révésszel és Tavaszy Sándorral együtt, minden „szabad” idejüket a könyvtárban töltötték. Makkai ebben az időben a vallástörténetet, a Heidelbergi Kátét, a II. Helvét Hitvallást és Kálvin Institúcióját tanulmányozta. Középiskolák felső osztályainak írt tankönyvet, amelyben a református keresztyén vallás alapvonalait, tartalmát és védelmét foglalta össze.
Az Intézet feladatát három vonatkozásban határozza meg. 1. legyen tudományos főiskola: mivel a teológia a hitet nem teremti, hanem feltételezi. 2. legyen lelkésznevelő intézet: tehát legyen gyakorlati jellege. A tanárok nevelői személyisége legyen meghatározó. 3. végül leszögezi: legyen a Teológia sajátosan erdélyi intézmény és szem az erdélyi Sionon. 1921 nyarán Ravasz László eltávozott Kolozsvárról. Üresen maradt tisztségeinek többségét Makkaival töltötték be: ő lett az igazgatója a Teológiának, felelős szerkesztője az egyházkerület hivatalos lapjának, a Református Szemlének és 1922 júliusától a püspökhelyettes – főjegyzői tisztet is ő látta el Nagy Károly püspök mellett. Hogy Makkai mennyire összekapcsolta a tudományt és a vallást, a hitet és az értelmet, és hogy ezek milyen viszonyban álltak egymással, azt „A hívő értelem” című cikke is világosan bizonyítja. Ebbe három lényeges dolgot emel ki. Először azt, hogy az értelmi tevékenység bár önmagában önállóságra képes, rendeltetésénél fogva mégsem lehet egyeduralkodó, hanem csak eszköz. Másodszor arra mutat rá, hogy az értelem a szeretet talaján lesz igazán építővé. Harmadszor arra, hogy a szeretettől kormányzott értelem a hit által lesz teljessé és Isten szerinti rendeltetésének megfelelő.
Átlátta az erdélyi református egyház nehéz helyzetét. Egyházmentő munkájában Tavaszy Sándorral és Csíky István marosvécsi lelkésszel már 1921. augusztusában több lelkész bevonásával megalakították a Vécsi Szövetséget. A Szövetség az egyház lelki megújítására törekedett. Tagjai felismerték, hogy az egyház legfontosabb, sőt egyedül lényeges szolgálata a tiszta igehirdetés. Mellette a kultúra és a nemzet, önmagukban véve bálványok is lehetnek, csak Krisztus ügyének szolgálatában, mint az evangéliummal megszentelendő valóságok válnak igazán értékessé. Az egyház legyen lelki, missziói egyház, legyen a rábízott nép életének lelki irányítója, mindennapi munkájának megszentelője, szenvedéseiben vigasztalója, társadalmi egységében megtartója. A Vécsi Szövetség megalakulását és Makkai tevékenységét egyesek kritikusan figyelték, egyre több támadás érte emiatt. Már akkor ekkor felmerült benne, hogy áttelepül Magyarországra, de a püspök atyai rábeszélése visszatartotta ettől a lépéstől. Nagy Károly püspök egészsége 1925 decemberében már annyira megroppant, hogy utána nem sokkal, 1926 február 16-án meghalt. Már a püspök betegsége alatt Makkaira maradt az egyházkerület tényleges vezetése. Az egyetlen igazi püspökjelölt is ő volt. Ekkor mindössze 36 éves.

### Püspökként (1926–1936)
Az 1926 április 17-én tartott egyházkerületi közgyűlés teljes egyhangúsággal az Erdélyi Református Egyház püspökévé választotta. Felszentelése június 20-án volt. Püspöki szolgálatában célként tűzte ki a lelkipásztori szellem egyetemessé tételét, az egyház hivatásos munkásainak színvonalasabb képzését, a keresztyén egyházfegyelem helyreállítását, a liturgiái reformot, a missziói tevékenység fokozását. Kezdettől fogva nagy erőfeszítéssel munkálkodott a lelkészképzés reformjáért, a református kórházért, iskolák államsegélyéért, a belmissziói bizottság felállításáért. Ezt az egyházi ébredést rengeteg nehézség, korlát vette körül. Már ekkor kikezdi egészségét a lelki és fizikai fáradtság. 1927 végén súlyos pénzügyi csapás is érte az egyházkerületet, mivel mindkét bank, ahol pénzüket tartották, csődöt jelentett. Ezt csak fokozták az egyéni sérelmek, vádak, gyanúsítgatások, a román kormánnyal folytatott iskolaügyi ténykedések kezdeti eredménytelen volta, a kultusztörvény körüli folytonos harc stb.
A hatalomváltás utáni első éveket a magyarellenes iskolapolitika és az intézményes magyar élet elsorvadása miatti, az agrárreform miatt beszűkült egyházi önfenntartási keretek érdekében folytatott önvédelmi harcok jellemezték. Makkai a megmaradt intézményi keretek között az egyházi élet belső elmélyítésére, átszervezésére törekedett. Ennek érdekében nagyszabású egyházépítő tevékenységet folytatott, melynek gazdag eredményei voltak. Az egész egyházi társadalmat életkorok és nemek szerint gyülekezeti, egyházmegyei, egyházkerületi szövetségekbe szervezték. (Vasárnapi iskolai, fiú és leány ifjúsági, férfi- és nőszövetségek). Nagyszabású kiadói és iratterjesztő tevékenységet folytattak, konferenciákat tartottak, megszervezték a szórványmissziót. Fontos lépések történtek elsősorban a lelkészképzésben de más téren is. 1927/28-ban szanatóriumot nyitottak Marosvásárhelyen a magyar egyházak tisztviselői és családtagjaik ingyenes gyógykezelésére, mellyel kapcsolatosan 1928-ban megkezdte munkáját az első erdélyi református diakonissza intézet.
Óriási erőfeszítések árán Makkainak sikerül új iskolákat alapítani és régieket megmenteni. 1926-ban leánygimnázium épült Kolozsváron, 1927-ben a megszűnt udvarhelyi fiúgimnázium helyébe tanítóképzőt és internátust rendeztek be, a szászvárosi Kún-kollégium patinás épületében egyházi árvaház létesült. Kereskedelmi és gazdasági iskolákat (Csombord) hoztak létre.1929. június 9-én megnyílt a Romániai Református Egyház első zsinata. Ugyanebben az évben jelent meg a liturgiái munkálatok eredményeként „Az Erdélyi Református Anyaszentegyház Agendás könyve”. 1931-ben Református Kórház létesülhetett Kolozsváron. Kétségtelen, hogy a püspöki teendők miatt jóval kevesebb ideje maradt az újreformátori teológia kérdéseiben való elmélyedésére. Emiatt kisebb bírálatok érték éppen Tavaszy és Imre Lajos részéről, de mivel ezek nem lényegbeli, hanem inkább formai, módszertani és érzelmi tényezők voltak, Makkai hamar elfogadta a barthi irányt, mint teológiai korrekciót és azt a maga állásfoglalásával sikeresen ötvözte
Az 1930-as évek egyre több terhet raktak Makkai püspök vállára. Súlyos betegsége (álmatlanság, nagyfokú kimerültség, súlyos depresszió, testi leromlása) miatt 1936. februárjától 5 hónapi szabadságot kért az Igazgatótanácstól. Ezt követően, miután semmi változás nem mutatkozott egészségi állapotában, május 15-én püspöki állásáról lemondott. Saját bevallása szerint a munka túlhaladta erejét, a küzdelem és a sokféle megpróbáltatás testileg, lelkileg annyira megviselte, hogy képtelen az anyaszentegyház azzal a mértékkel való további szolgálására, amely mértéket saját lelkiismerete állítja elé a megalkuvás minden lehetősége nélkül. Egyfajta lelkiismereti kényszerré vált számára a püspöki szolgálattól való megválása. A kisebbségi lét realitása, sokszor meddő küzdelmei, szorongattatásai, a testet-lelket felemésztő szolgálat valóban megroppantották munkabírását, egészségét. Súlyosbította helyzetét az a felismerés, hogy besúgás révén a román szervek tudomására jutottak magyarországi állami kapcsolatai. Már 1934 tavaszától szóba került magyarországi áttelepülése. A régi barátok, Varga Zsigmond teológiai professzor s Ravasz László püspök 1935 áprilisától a kultuszminiszter támogatásával titokban készítették elő Makkai professzori kinevezését a debreceni hittudományi karra.

### Debreceni tanárként (1936–1951)
Makkai tehát 1936-ban lemondott püspöki hivataláról, Magyarországra költözött, és Debrecenben lett egyetemi tanár. Amikor elhatározása véglegessé vált és lemondott püspöki székéről, a nála négy évvel idősebb, régi hűséges barátja és földije is egyben, a marosdécsei születésű dr. Varga Zsigmond, a debreceni Egyetem Hittudományi Karának professzora és dékánja volt. Azonnal intézkedett Makkai Debrecenbe hívása érdekében. 1936. június 3-án nevezték ki az egyik gyakorlati teológiai tanszék egyetemi rendes tanárává. Megbízást kapott arra, hogy a gyülekezeti belmissziót, a külmissziót és az egyházi szociológiát tanítsa rendes előadótanárként. Makkai Magyarországon fokozatosan bekapcsolódott az egyházi, a tudományos és az irodalmi közéletbe. Sorra jelentek meg újabb regényei. 1937-ben megkapta a magas tudományos és művészeti kitüntetést, a Corvin-koszorút. 1938-ban a Magyar Protestáns Irodalmi Társaság elnökévé, a Magyar Filozófiai Társaság alelnökévé választotta. Átgondolta erdélyi közéleti tevékenységét, s 1937-ben a Láthatár című lapban megjelent „Nem lehet” című cikke, amelyben a kisebbségi létforma erkölcsi lehetetlenségéről, emberi méltósággal össze nem férő tarthatatlanságáról írt.
Makkai igazi nevelő volt, akinek munkássága az egyetem falain kívülre is kiterjedt. Nevelési előadásaira, cikkeire igényt tartott a Közoktatási Minisztérium, az Országos Bethlen Gábor Szövetség. Nemzetnevelési elgondolásait két könyvben írta meg: „Magyar nevelés, magyar műveltség” (1937), „Tudománnyal és fegyverrel – Arte et Marte – (1939). A „Magyar nevelés, magyar műveltség” című könyvben kifejti: az európai magyarságnak alulról és belülről kell építkeznie, a magyar népi kultúrörökség és az európai kultúrkincs összeforrasztásával. Erre az autonóm magyar szellemiségre példa a „Magyarok csillaga” című regény, középpontjában István királlyal, de példa rá a székely kisbirtokos Ernyei családról szóló regénytrilógiája is. A „Tudománnyal és fegyverrel – Arte et marte című” nemzetpedagógiai könyve szerint a nemzetnevelés életkeretét a katonai nevelés, tartalmát a nemzeti műveltség, alaplelkületét a keresztyénség adja, a sajátosan magyar létérdekek tudatosításával. 1940-ben jelenik meg „A magyar református egyház élete” című munkája. Ez a munka is tükre Makkai nemzetnevelés terén kifejtett törekvéseinek. Ravasz László, aki hasonló elveket vallott a következőket jegyezte le az írás kapcsán: „az iskola nem volt missziói intézmény s a nevelőkben nem égett a református keresztyénség hódító heve…az iskolarendszer páratlan és pótolhatatlan lehetőség volt arra, hogy benne, mint adott keretben és hálózatban a valódi lelki iskolát teremtsük meg.
Nemzetnevelési elgondolásaihoz szorosan kapcsolódtak a misszióról vallott nézetei is. Vallotta, hogy a magyar ref. egyháznak az Ige egyházává kell válnia, mert csak így válhat a nemzet, a társadalom, a kultúra misszionáriusává. „Az egyház missziói munkája” című, 1938-ban megjelent ekkléziasztikai jellegű könyve Ravasz László programját támogatta: Az egyház misszióivá tétele és a missziói munka egyházivá tétele. 1941-ben a Teológiai Szemlében élénk vitát folytatott Victor Jánossal (1888–1954) erről a kérdésről. A misszió tekintetében két elvet szögez le: az első, hogy a missziónak minden körülmények között egyházi jellegűnek kell lennie. Másodsorban pedig sajátosan magyar feladatokkal kell rendelkeznie. Míg az első az egyetemes, addig a második a nemzeti jelleget veszi figyelembe. Így kapcsolódik össze Makkai belmisszió tanában az egyház és a nemzet. Vallja, hogy misszió minden olyan egyházi feladat, amellyel az egyház a lelkekhez megy. A II. világháború végén 1945 tavaszán egy hónapig letartóztatták és népbíróság elé állították háború előtti írásai miatt, főleg a „Tudománnyal és fegyverrel” című munkájáért. Háborúra uszítással, népellenes bűntettel vádolták. Szabadulásában nagy szerepet játszott ügyvédje, Erdős József (Erdős József teológiai professzor fia, Erdős Károly professzor testvére) és barátainak, tisztelőinek beadványa, akik valamennyien demokrata gondolkodásúnak ismerték.
Szabadulása után, 1945 őszétől fokozatosan került vissza az egyházi közéletbe 1946-ban nagy energiával vetette bele magát az egyre élénkebb missziói mozgalmakba. Bel- és külmissziói tevékenységet folytatott, kivette a részét a zsidómisszió ügyéből. 1947-ben megjelent a személyes lelkigondozás tanáról írt „Pojmenika” című könyve. Az év áprilisában Ravasz László javaslatára konvent missziói előadójának választották. Változatlanul a gyülekezeti missziót tartva legfontosabbnak, 1948. júl. 14-én Sárospatakon megalakította az Országos Missziói Munkaközösséget. Szerkesztette a missziói Útmutatókat s 1949–50-ben a „Református Gyülekezet” című missziói havilapot. Az 1950. esztendő Makkai Sándor háttérbe szorulásának az éve. Amit átélt, azt Ravasz Lászlónak még volt lehetősége leírni: „A kommunizmus arra rájött, hogy az egyházat üldözéssel csak megerősítheti. De úgy vélte, hogy támogatással belülről meg tudja gyengíteni, ha az egyház vezetőségére befolyást tud szerezni. A módszer tehát ez volt: meggyengíteni az egyházat az egyház által.” A homogenizációra törekvő pártállamot fokozatosan kiszolgáló egyházvezetés, bár céljai érdekében átmenetileg felhasználta, hosszabb távon nem tartott igényt a Makkai-féle missziós programokra. A missziói lehetőségeitől megfosztott magyar református egyház nagy misszionáriusa az életkedvét elveszítve kerül a budapesti Bethesda-kórházba.
Egy könnyebb műtét után 1951. július 19-én, 61 éves korában hirtelen meghalt. Halálát tüdőverőér-rögösödés, epekőbetegség okozta. A háború utáni helyzet és a fordulat évei Makkai Sándort éppúgy megviselték, mint pályatársait, Révész Imrét vagy Ravasz Lászlót, csak őt halálosan megtörték az események. Makkai Sándor életműve, tanári és lelkészi pályafutása, püspöki szolgálata meghatározó volt az erdélyi teológiára és egyházi életre. Teológiája sikeresen ötvözte a hitvallást és az egyházépítést. Sokatmondó, hogy tízévi püspöksége alatt mintegy ötszáz templom és iskola létesült. Ő hirdette, hogy az egyháznak az Ige egyházává kell lennie, s hogy egyedül ebben a minőségében lehet áldott misszionáriusa a nemzetnek, társadalomnak és kultúrának.

### Irodalmárként
Az 1920-as évek első felében a magyar egyesületek, kulturális intézmények megszüntetésével, működésük korlátozásával a Teológia lett Kolozsvár és Erdély szellemi életének egyik központja. Akadémiai esték megszervezésével a tudomány, irodalom, művészet eszközeivel kívántak szellemi táplálékot nyújtani az értelmiség megritkult sorainak. Ezeknek az alkalmaknak Makkai nemcsak szervezője, hanem rendszeres előadója is volt. Meghatározó szerep jutott számára a kialakuló erdélyi magyar irodalom megteremtésében. Gyermekkori barátjának, Reményik Sándornak a felkérésére segítette annak kibontakozását, így került egyre inkább baráti kapcsolatba Áprily Lajossal, Bánffy Miklóssal és Kuncz Aladárral. Az irodalmat is egyik szolgálati ágának tekintette. Alkotásai a Bibliából vagy az erdélyi protestáns múltból táplálkoznak (Élet fejedelme – 1924 -, Az Eszter padja – 1924, Megszólalnak a kövek – 1925, Ördögszekér – 1925 -). Kritikákat is írt, melyekben egy célt tartott fontosnak: a nevelés érdekében megkülönböztetni azt, ami érték attól, ami csak erőlködés és kontárkodás. Küzdött az önmagában is helytálló erdélyi magyar irodalom elfogadtatásáért, mely szellemében, tradícióiban, eszményeiben magyar irodalom ugyan, de problémáiban, irányításában, íróiban és közönségében erdélyi irodalom. Következésképpen az a kötelessége, hogy kizárólag annak az erdélyi magyarságnak szolgáljon, mely önmaga irányítja sorsát és nagykorú arra, hogy tennivalóit maga szabja meg és hajtsa végre.
Irodalmi munkássága is éppen püspöki szolgálata alatt csúcsosodik ki, s művei erőteljesen szolgálták az erdélyi magyar öntudat kialakulását: Magyar fa sorsa (1927), Az elátkozott óriások (1928), Egyedül (1929), A mi utunk (1929), Magunk revíziója (1931), Erdélyi szemmel (1932), • Harc a szobor ellen (1933), Táltos király, Sárga vihar (1934), Evangélium az egyházban (1934). Egyik-másik írása körül heves irodalmi, és politikai vita folyt. Egyházkormányzati tevékenysége mellett sok más formában is szolgálta a nemzeti megmaradást, az erdélyi szellemi élet megújulását. Szépirodalmi alkotásai, esszéi az egyházépítő misszióval szerves egységben öntudatos keresztyén szellemű embereket kívántak nevelni, s a széles értelemben felfogott nemzetnevelést is szolgálták.  Választmányi tagja lett több erdélyi irodalmi társaságnak. Nagy visszhangja volt ,,A vádlott Ady költészete” c. esszéjének (1927), amelyben Adyt a magyar vallásos irodalom protestáns hagyományaiban helyezte el s nemzeti géniuszként mutatta fel. A „Magunk revíziója” című, 1931-ben könyv alakban megjelent előadássorozatában a valósággal számoló nemzeti önismeretet, önvizsgálatot és reálpolitikát ajánlott: az erdélyi magyar Románia polgára lett, s ennek a rendnek a keretében kell magyarságát megtartania, felülvizsgálva a múltról vallott felfogását, elvetve előítéleteit, tévedéseit, de leleményesen kihasználva adottságait, lehetőségeit. 
A román imperializmus elleni védekezés miatt tartotta fontosnak az erdélyi magyarság okos megszervezését, az örök magyarsághoz való hűség jegyében. Ennek értelmében írt tanulmányt a nemzeti önismeret és reálpolitika magyar hőseiről, Bethlen Gáborról (Egyedül, 1929) és Széchenyiről (Harc a szobor ellen, 1933). Debrecenben hamar otthonra és egyben olyan életformára talált, amire mindig vágyott. Hamarosan visszatér a tudományos, irodalmi és társadalmi közéletbe. 1936 után szépirodalmi munkássága is fellendült. Ekkor született a Holttenger, a Magyarok csillaga, a Mi ernyeiek, Szép kísértet és Szabad vagy című regénye.
Nemzetnevelési elgondolásait két könyvben írta meg: „Magyar nevelés, magyar műveltség” (1937), „Tudománnyal és fegyverrel – Arte et Marte – (1939). Az előbbiben hitet tett arról, hogy lehetséges kialakítani egy autonóm magyar szellemiséget, amelynek helye van az összeurópai kultúrában. Van annyi „önerő” bennünk, hogy ez elkövetkezzen, de kell hozzá egy egészségesebb magyar nemzedék, amely felszínre tudja hozni, ki tudja használni és él az olyan „nemzetnevelő személyiségeinknek”, „műveltségünk örökhagyóinak” szellemi hagyatékával, mint amilyen az önnevelő Bethlen Gábor, az ébresztő Zrínyi Miklós, a sorshordozó Széchenyi, a kultúrpolitikus Wesselényi és Eötvös, a kisebbségi Mikó Imre öröksége. 1937-ben a Láthatár tavaszi számában jelent meg Nem lehet című írása, amelyben a kisebbségi lét problémáival kapcsolatban emelte fel szavát. Erdélyben is nagy port vertek fel gondolatai. Nagy vitát váltott ki a nemzetiségi kérdésről az erdélyi magyarság körében 1937–1938-ban, s újra 50 évvel később 1987–1988-ban.
Makkai erdélyisége mindent átfogó, enciklopédikus szellemében is megnyilvánult. Több mint félszáz könyve nemcsak írói termékenységét árulja el, hanem elénk tárja annak a területnek nagyságát is, aminek kereteit sem az idő, sem a tér nem korlátozza. Makkai elbeszélő, regényíró, esszéíró és egyházi író egyszemélyben, de ugyanakkor prédikátor, egyházát és népét a lélek tüzével átalakítani vágyó reformátor is. Egyházi írásai és püspöki működése a legnagyobb református püspökök és egyházi írók közé emelik. Nemzetfilozófiai tanulmányai viszont a XX. század egyik legnagyobb magyar nevelőjévé avatják.

## Irodalmi művei
- Számadás (versek), Kolozsvár, 1912
- Kapu előtt (regény), Kolozsvár, 1921
- Holttenger (társadalmi regény), Kolozsvár, 1923
- Az Eszter padja, Kolozsvár, 1924
- Élet fejedelme (regény), Kolozsvár, 1924
- Megszólalnak a kövek (elbeszélések), Kolozsvár, 1925
- Ördögszekér, Kolozsvár, 1925
- Gyöngyvirág (énekes mesejáték 3 felvonásban), Kolozsvár, 1927
- Magyar fa sorsa. A vádlott Ady költészete, Kolozsvár, 1927
- Ágnes (regény), Kolozsvár, 1928)
- Az elátkozott óriások (előadások), Kolozsvár, 1928
- Egyedül. Bethlen Gábor lelki arca. Kolozsvár, 1929
- Magunk revíziója (előadások), Kolozsvár, 1931
- Erdélyi szemmel (tanulmányok, esszék), Kolozsvár, 1932
- Harc a szobor ellen (tanulmányok), Kolozsvár, 1933
- Táltoskirály (történeti regény), Kolozsvár, 1934
- Sárga vihar. Tatárjárás (történeti regény), Kolozsvár és Budapest, 1934
- Az élet kérdezett I., II. (tanulmányok), 1935
- A kiáltó szó; Kálvin Ny., Oradea, 1936 (Református könyvtár)
- Magyar nevelés, magyar műveltség, Budapest, 1937
- Magyarok csillaga, Budapest, 1937
- Tudománnyal és fegyverrel. Arte et marte. A nemzetnevelés terve; Révai, Bp., 1939
- Örök Erdély Budapest, 1940
- Mi Ernyeiek Budapest, 1940
- Szép kísértet (regény), Budapest, 1942
- A fejedelem rózsája, Budapest, 1943
- Szabad vagy, Budapest, 1943
- Magyar fa sorsa. Tanulmányok; szerk., bev. Végh Balázs Béla; Kriterion, Kolozsvár, 2003 (Romániai magyar írók)
- Erdélyi szemmel. Tanulmányok; szerk., bev. Végh Balázs Béla; Kriterion, Kolozsvár, 2009 (Romániai magyar írók)

## Egyházi és egyéb művei
- Bevezetés a személyiség paedagogikájába; Stief Ny., Kolozsvár, 1912 (Értekezések a Kolozsvári M. Kir. Ferenc József Tudományegyetem Paedagogisi Szemináriumából)
- A nagy személyiségek nevelői jelentősége; Hornyánszky Ny., Bp., 1913
- Kolozsvári emlék a nagy világháború idejéből. Barabás Samu, Makkai Sándor cikkei; Lyceum Ny., Kolozsvár, 1914 (Egyházi Újság Könyvtára)
- A szekták keletkezésének okai; Stief Ny., Kolozsvár, 1917
- A reformáció négyszázéves jubileuma; szerk. Barabás Samu, Makkai Sándor, Kolosváry Bálint; Gombos Ny., Kolozsvár, 1917 (Egyházi Újság Könyvtára)
- A Biblia. Útmutató a Szentírás tanulmányozásához; Az Út, Kolozsvár, 1918 (Az Út tankönyvei)
- A halál mysteriuma; Magyar Evangéliumi Keresztyén Diákszövetség, Bp., 1918
- A lélek élete és javai. Philosophia propaedeütika; Erdélyi Református Egyházkerület, Cluj-Kolozsvár, 1922
- "Maradj velem!". A református keresztyén családok imádságos könyve; szerk. Imre Lajos, Makkai Sándor, Tavaszy Sándor; Az Út, Cluj-Kolozsvár, 1923 (Az Út könyvtára)
- "Kegyelemből, hit által". A református keresztyén vallás alapvonalai, tartalma és védelme; Erdélyi Református Egyházkerület, Kolozsvár, 1923
- A vallás lényege és értéke. Vallásfilozófiai előadások; Füssy Ny., Turda-Torda, 1923 (Erdélyi református egyházi könyvtár)
- "Írd meg, amiket láttál". Beszédek, elmélkedések, előadások; Minerva, Cluj-Kolozsvár, 1923
- Öntudatos kálvinizmus református magyar intelligencia számára; Soli Deo Gloria, Bp., 1925
- "Zörgessetek és megnyittatik néktek". Tanulmányok, előadások, beszédek, elmélkedések, stb.; Az Út, Cluj-Kolozsvár, 1925
- A vallás az emberiség életében. A vallás történeti képe; Füssy Ny., Turda-Torda, 1925 (Erdélyi református egyházi könyvtár)
- Az erdélyi református egyházi irodalom 1850-től napjainkig; Az Út, Cluj-Kolozsvár, 1925
- Aratás. Előadások; Kultúra, Losonc, 1926
- Makkai Sándor püspöki programbeszéde és beköszöntő prédikációja; Minerva Ny., Cluj-Kolozsvár, 1927
- Makkai Sándor püspöki jelentése az erdélyi református egyházkerület ... közgyűlésén ; Minerva Ny., Cluj-Kolozsvár, 1927–1929
- A mi utunk. Elmélkedések, beszédek, előadások, temetési beszédek, cikkek; Az Ifjú Erdély, Cluj-Kolozsvár, 1929
- A mi istentiszteletünk. Az Erdélyi Református Egyház Ágendáskönyve; szerk. Makkai Sándor; Minerva Ny., Cluj-Kolozsvár, 1929 (Erdélyi református egyházi könyvtár)
- Erdélyi református problémák; Első Kecskeméti Hírlapkiadó, Bp., 1931
- "Nem békességet..." Evangélium és humanum. Az evangélium szociális üzenete. Evangélium és egyház; Soli Deo Gloria, Bp., 1932
- Evangélium az egyházban. Három előadás; Erdélyi Református Férfiszövetség, Sepsiszentgyörgy, 1934
- Küzdelem az örökségért. Ünnepi beszéd; Bethlen Gábor Szövetség, Bp., 1935
- Az egyház missziói munkája. Az egyház történeti képe, élete, tevékenységei. A pásztori misszió. A gyülekezeti misszió. A külmisszió; Révai, Bp., 1938
- A magyar reformátusság egyházi élete; Városi Ny., Debrecen, 1939 (Az Igazság és Élet füzetei)
- Ravasz László igehirdetői útja; Franklin Ny., Bp., 1941
- A tiszántúli református egyházkerület jövője; előszó Révész Imre; Debrecen Város és a Tiszántúli Református Egyházkerület Ny., Debrecen, 1942
- Döntő napok. Evangélizációs hétre; Tiszántúli Református Egyházkerület, Debrecen, 1946
- Itt és most; Országos Református Nőszövetség, Bp., 1946
- Útmutató a gyülekezeti misszió munkájához. Körlevél a lelkipásztorokhoz és a missziói munkásokhoz (1947 ősz); összeáll. Makkai Sándor; Bethlen Ny., Bp., 1947
- Ravasz László–Makkai Sándor: Az igehírdetés pecsétje. A diakonisszaszolgálat alapkérdései; Filadelfia Diakonisszaintézet, Bp., 1947
- Élő gyülekezet. Tanulmányok, előadások a gyülekezeti misszió közösségi szolgálatának köréből; Református Egyetemes Konvent, Bp., 1949
- Poiménika. A személyes lelkigondozás tana; Bethlen Ny., Bp., 1950 (Református egyházi könyvtár)
- Egymás terhét hordozzátok; Református Egyetemes Konvent, Bp., 1949
- Szolgálatom. Teológiai önéletrajz, 1944; sajtó alá rend., jegyz. Barcza József; Református Zsinati Iroda, Bp., 1990

## Díja
- Corvin-koszorú (1937)

## Emlékezete
1997-ben a Magyarországi Református Egyház Makkai Sándor-díjat alapított, amelyet magyarországi és határon túli pedagógusok kaphatnak meg a "református nevelési eszmények átültetéséért a mindennapi pedagógiai gyakorlatba".
Róla nevezték el a Kolozsvári Református Kollégium 1995-ben újraindított cserkészcsapatát.
Róla nevezték el az oltszemi elemi iskolát.